# Montigny-lès-Metz
Montigny-lès-Metz là một xã trong vùng Grand Est, thuộc tỉnh Moselle, quận Metz-Campagne, tổng Montigny-lès-Metz. Tọa độ địa lý của xã là 49° 06' vĩ độ bắc, 06° 09' kinh độ đông. Montigny-lès-Metz nằm trên độ cao trung bình là 186 mét trên mực nước biển, có điểm thấp nhất là 165 mét và điểm cao nhất là 190 mét. Xã có diện tích 6,70 km², dân số vào thời điểm 1999 là 23.437 người; mật độ dân số là 3498 người/km².

## Thông tin nhân khẩu
| 1900  | 1946   | 1962   | 1968   | 1975   | 1982   | 1990   | 1999   |
| ----- | ------ | ------ | ------ | ------ | ------ | ------ | ------ |
| 8 537 | 13 084 | 22 388 | 24 520 | 24 519 | 22 114 | 21 983 | 23 437 |